# Красный Бор (Навлинский район)
Кра́сный Бор — посёлок в Навлинском районе Брянской области, входит в Чичковское сельское поселение.

## География
Расположен в 30 км южнее Брянска, в 100 метрах от шоссе М3 Москва—Киев («Украина»).
В 4 км от посёлка расположен пруд. Он создан во второй половине 1980-х годов, в ходе проводившихся в данном районе мелиоративных работ. В настоящее время он находится в частной собственности, здесь водится рыба и ондатры. Рыбалка платная. Возможно катание на лодке и купание в летний период.

## История
Посёлок Красный Бор возник в двадцатые годы XX века. Первоначально он представлял собой коммуну, специализировавшуюся на разведении лошадей. Во время Великой Отечественной войны коммуна была уничтожена, посёлок сожжён. После войны в этом месте опять начали селиться люди. 
Долгое время Красный Бор оставался неэлектрифицированным. Жители использовали в быту керосиновые лампы, утюги на угле. Электричество было проведено на рубеже 1980-1990-х гг. Газифицирован поселок в период президентства Д. А. Медведева.

## Население
| 2010 | 2013 |
| ---- | ---- |
| 13   | ↘12  |